# Armando Alfageme
Armando André Alfageme Palacios (Lima, 3 de novembro de 1990) é um futebolista Peruano que atua como meio-campo. Atualmente, joga pelo Universitario.